# Голкар
Голкар (індонез. Partai Golongan Karya — Партія функціональних груп) — політична партія в Індонезії. Раніше була відома як Об'єднаний секретаріат функціональних груп (індонез. Sekretariat Bersama Golongan Karya — Sekber Golkar).

## Історія
Організація Секбер Голкар була заснована 1964 року на базі 97 громадських організацій. Невдовзі після приходу до влади Сухарто Голкар став урядово партією. У той період Голкар тісно зв'язався з армією — більшість вищих постів у Голкарі займали військові. Після того, як на початку 1970-х система політичних партій була реорганізована (залишилось три партії, які реально брали участь у виборах), Голкар незмінно здобував понад половину голосів на всіх парламентських виборах до відставки Сухарто 1998 року. Партія додержується принципів Панча Сили.
На перших всенародних президентських виборах 2004 року партія висунула кандидатом генерала Віранто, а віце-президентом при ньому балотувався Салахуддін Вахід — брат екс-президента Абдуррахмана Вахіда й один з лідерів Нахдатул Улама. Віранто здобув 26 286 788 (22,15 %) голосів і в другий тур не пройшов. У той же час представник партії Юсуф Калла обирався на пост віце-президента при Сусіло Бамбанг Юдойоно й переміг. На виборах 2009 року від Голкара обирався Юсуф Калла, а у віце-президенти при ньому — Віранто. За підсумками виборів Калла здобув 15 081 814 (12,41 %) голосів і став третім. Представники Голкара входять до чинного кабінету міністрів: Агунг Лаксоно — міністр-координатор з народного статку, Мохамад Сулейман Хідаят — міністр промисловості, Фадель Мухаммад — міністр морських справ і рибальства.
На парламентських виборах 2004 року партія помітно збільшила своє представництво у Раді народних представників, що пов'язувалось із ностальгією за відносно стабільним періодом правління Сухарто на тлі важкого економічного стану в країні. На парламентських виборах 2009 року партія здобула найбільший відсоток голосів в особливій провінції Західне Папуа (31,6 %) і провінціях Горонтало (30 %), Південне Сулавесі (25,1 %), Північне Сулавесі (24,5 %), Ріау (23,4 %), Південна Суматра (21,3 %), Західне Сулавесі (20,5 %) й Банка-Белітунг (20,4 %).
На парламентських виборах 2014 року партія здобула 91 місце в парламенті. Кандидат від Голкару Юсуф Калла був висунутий кандидатом у віце-президенти в парі з представником Демократичної партії боротьби Індонезії Джоко Відодо на президентських виборах 2014 року та здобув на них перемогу.